# Giải Erdős
Đừng lẫn lộn với Giải Paul Erdős của Viện Hàn lâm Khoa học Hungary.
Giải Erdős nay là Giải Toán học Anna và Lajos Erdős là một giải thưởng của Hội liên hiệp Toán học Israel (Israel Mathematical Union) dành cho một nhà toán học Israel (thuộc mọi chuyên ngành và khoa học máy tính) có đóng góp nổi bật cho toán học, nhưng ưu tiên cho những ứng viên dưới 40 tuổi.
Giải được Paul Erdős thành lập năm 1977 để vinh danh cha mẹ ông, và được trao hàng năm hoặc mỗi năm 2 lần.
Từ năm 1996 - sau khi Erdős qua đời - tên giải ban đầu được đổi thành Giải Toán học Anna và Lajos Erdős, phản ánh đúng ý nguyện ban đầu của ông.

## Các người đoạt giải
- Saharon Shelah (1977)
- Ilya Rips (1979)
- Ofer Gabber (1981)
- Adi Shamir (1983)
- Shmuel Kiro (1985)
- Yosef Yomdin (1987)
- Noga Alon (1989)
- Alexander Lubotzky (1990)
- Gil Kalai (1992)
- Ehud Hrushovski (1994)
- Oded Schramm (1996)
- Leonid Polterovich (1998)
- Shachar Mozes (2000)
- Zeev Rudnick (2001)
- Ran Raz (2002)
- Zlil Sela (2003)
- Semyon Alesker (2004)
- Paul Biran (2006)
- Yehuda Shalom (2007)
- Gady Kozma (2008)
- Elon Lindenstrauss (2009)
- Boaz Klartag (2010)
- Tamar Ziegler (2011)
- Irit Dinur (2012)
- Omri Sarig (2013)
- Eran Nevo (2014)